# جهينة (قبيلة)
جهينة هي قبيلة عربية عريقة، تُعد أكبر قبائل قضاعة عددًا ومن أقدمهم ذكرًا، تنتشر ديارهم ما بين الحجاز وتهامة، ولهم تواجد في مصر والسودان والشام.

## نسب جهينة
- هم بنو: جهينة بن زيد بن ليث بن سود بن أسلم بن الحاف بن قضاعة.[6]
- زوجة جهينة وأم ولدة هي: عاتكة بنت سعد بن هذيل الهذلي.[7]

## وفادة جهينة إلى النبي
- روى ابن سعد عن أبي عبد الرحمن المدنيّ قال: لمّا قدم النبي صلى اللَّه عليه وسلم المدينة وفد إليه عبد العزى بن بدر بن زيد بن معاوية الجهنيّ من بني الرّبعة بن زيدان بن قيس بن جهينة، ومعه أخوه لأمه أبو روعة، وهو ابن عم له. فقال رسول اللَّه صلى اللَّه عليه وسلم لعبد العزّى: «أنت عبد اللَّه» .

ولأبي روعة: «أنت رعت العدوّ إن شاء اللَّه» . وقال: «من أنتم؟» قالوا: بنو غيّان. قال: «أنتم بنو رشدان» .
وكان اسم واديهم غوى، فسمّاه رسول اللَّه صلى اللَّه عليه وسلم: - رشدا- وقال لجبلي جهينة:
«الأشعر والأجرد: هما من جبال الجنّة لا تطؤهما فتنة» . وأعطى اللواء يوم الفتح عبد اللَّه بن بدر وخطّ لهم مسجدهم، وهو أول مسجد خطّ بالمدينة.
- وروى ابن سعد عن رجل من جهينة من بني دهمان عن أبيه وقد صحب النبي صلى اللَّه عليه وسلم قال: قال عمرو بن مرّة الجهنيّ: كان لنا صنم وكنا نعظّمه وكنت سادنه، فلما سمعت برسول اللَّه صلى اللَّه عليه وسلم كسرته وخرجت حتى أقدم المدينة على النبي صلى اللَّه عليه وسلم فأسلمت وشهدت شهادة الحق، وآمنت بما جاء به من حلال وحرام، فذلك حين أقول:

قال: ثم بعثه رسول اللَّه صلى اللَّه عليه وسلم إلى قومه يدعوهم إلى الإسلام فأجابوه إلا رجلاً واحداً، ردّ عليه قوله فدعا عليه عمرو بن مرة فسقط فوه فما كان يقدر على الكلام وعمي واحتاج.

## ذكرهم في السنة النبوية
- عند هجرة النبي ﷺ إلى المدينة، وفدت إليه جهينة معلنة إسلامها في السنة الثانية من الهجرة، وكان لجهينة دور فعال في نصرة النبي، وساهموا في جيش المسلمين الذي توجه لفتح مكة، وكانت جهينة إحدى القبائل التي شكلت فيما بعد نواة الدولة الإسلامية في المدينة.
- عندما أعلنت جهينة إسلامها؛ عاد عمرو بن مرّة الجهني وهو كبيرهم أنذاك، ومعه عصبة من قومه، فرحب بهم النبي ﷺ وحباهم وكتب لهم كتابًا:[10]

| ” | بِسْمِ اللَّهِ الرَّحْمَنِ الرَّحِيمِ، هَذَا كِتَابٌ أمان مِنْ اللَّهِ العزيز عَلَى لِسَانِ رَسُولِ اللَّهِ بحق صَادِقٍ، وكتاب نَاطِقٍ، مَعَ عَمْرِو بْنِ مُرَّةَ الْجُهَنِيِّ، لِجُهَيْنَةَ بْنِ زَيْدٍ: إِنَّ لَكُمْ بُطُونَ الْأَرْضِ وَسُهُولَهَا، وَتِلَاعَ الْأَوْدِيَةِ وَظُهُورَهَا، تَرْعَوْنَ نَبَاتَهُ وَتَشْرَبُونَ صَافِيَهُ. عَلَى أَنْ تُقِرُّوا بِالْخُمْسِ، وَتُصَلُّوا الصَّلَوَاتِ الْخَمْسَ، وَفِي التَّبِعَةِ وَالصُّرَيْمَةِ شَاتَانِ إِنِ اجْتَمَعَتَا، وَإِنْ تَفَرَّقَتَا فَشَاةٌ شَاةٌ. لَيْسَ عَلَى أَهْلِ الْميرَة صَدَقَة، لَيْسَ الوردة اللبقة وَشَهِدَ عَلَى نَبِيِّنَا صَلَّى اللَّهُ عَلَيْهِ وَسَلَّمَ من حضر من الْمُسلمين | “ |
|   | |   |

- حديث نبوي: « قُرَيْشٌ، والأنْصارُ، وجُهَيْنَةُ، ومُزَيْنَةُ، وأَسْلَمُ، وغِفارُ، وأَشْجَعُ مَوالِيَّ ليسَ لهمْ مَوْلًى دُونَ اللَّهِ ورَسولِهِ.»[11]
- حديث نبوي: « أَرَأَيْتُمْ إنْ كانَ جُهَيْنَةُ، ومُزَيْنَةُ، وأَسْلَمُ، وغِفارُ، خَيْرًا مِن بَنِي تَمِيمٍ، وبَنِي أسَدٍ، ومِنْ بَنِي عبدِ اللَّهِ بنِ غَطَفانَ، ومِنْ بَنِي عامِرِ بنِ صَعْصَعَةَ فقالَ رَجُلٌ: خابُوا وخَسِرُوا، فقالَ: هُمْ خَيْرٌ مِن بَنِي تَمِيمٍ، ومِنْ بَنِي أسَدٍ، ومِنْ بَنِي عبدِ اللَّهِ بنِ غَطَفانَ، ومِنْ بَنِي عامِرِ بنِ صَعْصَعَةَ.».[12]

- حديث نبوي: « والذي نَفْسُ مُحَمَّدٍ بيَدِهِ لَغِفارُ، وأَسْلَمُ، ومُزَيْنَةُ، ومَن كانَ مِن جُهَيْنَةَ، أوْ قالَ: جُهَيْنَةُ، ومَن كانَ مِن مُزَيْنَةَ، خَيْرٌ عِنْدَ اللهِ، يَومَ القِيامَةِ، مِن أسَدٍ، وطَيِّئٍ، وغَطَفانَ.»[13]

## بعض الصحابة من جهينة
- عمرو بن قصي بن جميل بن سليمان بن سنان السناني الجهني، وكان عمرو من صحابة محمد رسول الله، وقتل في معركة تبوك.
- بسبس بن عمرو بن ثعلبة بن خرشة بن عمرو بن سعد بن ذبيان الذبياني الجهني، من قبيلة ذبيان من بني موسى من جهينة، وهو أخو ضمرة، وكان عيناً لرسول الله (صلى الله عليه وسلم) يوم معركة بدر.[14]
- ضمرة بن عمرو بن ثعلبة بن خرشة بن عمرو بن سعد بن ذبيان الذبياني الجهني، من قبيلة ذبيان من بني موسى من جهينة، أخو بسبس السابق، وقد شهد يوم الفرقان.
- كعب بن جماز بن ثعلبة بن خرشة بن عمرو بن سعد بن ذبيان الذبياني الجهني، من قبيلة ذبيان من بني موسى من جهينة، ممن شهد بدراً، وهو أخو سعد والحارث وابن عم بسبس وضمرة وسعد ابني عمرو.
- سعد بن جماز بن ثعلبة بن خرشة بن عمرو بن سعد بن ذبيان الذبياني الجهني، من قبيلة ذبيان من بني موسى من جهينة، أخو كعب والحارث، وكان ممن حضر معركة الفرقان.
- زياد بن الأخرس بن عمرو بن كعب بن عدي بن عامر بن رفاعة الرفاعي الجهني، من قبيلة رفاعة من بني مالك من جهينة، شهد معركة بدر الكبرى والمشاهد كلها. من أعقابه المذكورين: الإمام أبو الحسن علي بن أحمد بن سلامة بن سالم بن شاغل بن عاذل بن حمود بن زيد بن محمد بن زياد الأخرس بن بشر بن عمرو بن كعب بن عدي بن علي بن عامر بن رفاعة الرفاعي الجهني المتوفى في منتصف القرن الرابع الهجري، هكذا كتب نسبه بخط يده.
- عدي بن أبي الزغباء بن سبيع بن ربيعة بن زهرة بن بذيل البذيلي الجهني، من قبيلة بذيل من بني مالك من جهينة، كان عدي عيناً لرسول الله صلى الله عليه وسلم يوم بدر، وموزعًا لغنائم المسلمين.
- مجدي بن عمرو بن وهب الهلالي الجهني، من بني هلال، بطن انقرض ودرج اسمهم وذكرهم، عثر على نسبهم بنقش من شعوف جبال بواط ذُكر فيه: (اللهم صل على محمد؛ وكتب عبد الواحد بن إياس الهلالي، أخرجه الله من الدنيا سالماً أنه يعلم ما الحيات؛ ورحم الله من قال آمين). وذلك النقش على وجه صخيرات عند بئر وروضة بقرب جبل يسمى كعب؛ والبئر اليوم ملك لرجل من بني كلب من جهينة.
- عنمة بن عدي بن عبد مناف العنمي الجهني، من بني عثمة بالثاء المثلثة، وأظنه تصحيف عنمة، وأحسبه جد قبيلة عنمة من مالك من جهينة، شهد بدراً وأحداً والمشاهد كلها.
- عقبة بن عامر بن عبس بن عمرو بن عدي بن عمرو بن رفاعة الرفاعي الجهني، من قبيلة رفاعة من بني مالك من جهينة. شهد بيعة العقبة وبدراً والمشاهد كلها، وشارك في فتح مصر فقد كان رسول عمر بن الخطاب إلى عمرو بن العاص أثناء المسير إلى مصر. كان نائبا لوالي مصر عبد الله بن سعد بن أبي السرح في خلافة عثمان بن عفان وأصبح والي مصر في خلافة معاوية بن أبي سفيان مدة سنتين إلا أنه عزل منها وولي إمارة البحر وخرج إلى جزيرة رودوس عام47هـ ولبعض أحفاده ذكر في القرن الثامن الهجري.
- خبيب بن إساف الجهني ثم الخزرجي، من فرسان جهينة الشجعان، قتل أمية بن خلف وعقبة بن أبي معيط يوم بدر. لم أجد من يرفع نسبه لجهينة، وإنما نسبوه للخزرج حلفاً لا نسباً.
- عبد الله بن أنيس البركي ثم الجهني ثم الأنصاري؛ من قبيلة البرك بن وبرة أخوة كلب بن وبرة القضاعيين؛ وكان البرك دخلوا في جهينة؛ ثم نزحوا إلى مصر؛ وهم إلى يومنا هذا يعرفون بنزلة جهينة من صعيد مصر. وكان رضي الله عنه كالريح المرسله في السرعة وذلك أن النبي دعاء له بالبركة والقوة وذلك حين بعثه سرية وحده لقتل خالد بن نبيح الهذلي، فكان لا تكاد تدركه النجب ولا الخيل العتاق إذا قام يجري؛ وكان منزلة ببادية جهينة بموضع يقال له: أعراف، قرب جبال جهينة، بدوياً راعي غنم وشياه، وله حديث في تحري ليلة القدر؛ وقد شهد بيعة العقبة وبدراً واُحداً والمشاهد كلها.
- ضمرة بن عياض البركي الجهني؛ ابن عم عبد الله بن أنيس؛ من قبيلة البركيين من جهينة مصر اليوم؛ وكان لبعض بني البرك في القرن الثالث الهجري عيون وزروع في تيدد بأرض جهينة. شهد ضمرة معركة أحد. قتل يوم معركة اليمامة.
- وديعة بن عمرو بن جراد الجرادي الجهني؛ من قبيلة الجرادات من جهينة؛ والجرادات بطن معروف من جهينة هاجروا إلى فلسطين؛ يتواجدون اليوم في غزة والخليل؛ بقي من بني جراد من قبائل جهينة التي بالحجاز قبيلة المشاعلة فيما يقال؛ وهي من بني مالك من جهينة، وكان وديعة قد شهد بدراً وأحداًً.
- ابن أريقط الجهني؛ بعثه عيناً له في غزوة بدر. ولا أدري من أي قبائل جهينة هو إن كان من جهينة.
- علة بن عدي بن مناف بن كراثة الجهني؛ أخو عنمة؛ شهد يوم وقعة بدر الأولى؛ ووجدت نقش في جبال الأشعر جاء فيه: ( كتب الله لموسى بن كراثة الجهني ثم الكلبي براءة من النار ) هكذا كتب بالضبط على حجر عندي صورته، وفي أعلى الجبل مكان يسمى صخيرات بني كلب، وبني كلب من جهينة .
- عمرو بن ثعلبة الزهيري الكلبي الجهني؛ من قبيلة بني زهرة من قبيلة بني كلب من موسى من جهينة؛ وبني زهرة اليوم ضمن قبيلة بني كلب؛ لم أجد من يرفع اسمه لأكثر من هذا؛ ولكن نسبة الحافظ العيني إلى بني زهرة الجهنيين؛ وقد لقي عمرو النبي صلى الله عليه وسلم وهو بالطريق في السيالة فأسلم له، فمسح رسول الله على وجهه ورأسه؛ فما شاب رأسه حتى مات رضي الله عنه؛ شهد بدراً وما بعدها؛ ومن منازل عشيرته الزهيرات سليلة جهينة بوادي الحمض .
- زياد بن كعب بن عمرو بن عدي بن عامر بن رفاعة الرفاعي الجهني، من قبيلة رفاعة من بني مالك من جهينة، شهد غزوة بدر العظمى؛ وابن أخيه ضمرة الأتي ذكره .
- ضمرة بن عمرو بن كعب بن عمرو بن عدي بن عامر بن رفاعة الرفاعي الجهني، من قبيلة رفاعة من بني مالك من جهينة، شهد غزوة الفرقان؛ واستشهد في معركة اُحد .
- السائب بن خلاد الجهني، يكنى أبي سهلة، ممن شهد يوم بدراً؛ ولم أجد من يرفع اسمه إلى أي بطون جهينة ينتسب .
- طريف الجهني؛ ممن شهد وقعة بدراً العظمى؛ لم أجد من يرفع اسمه إلى أي قبائل جهينة ينتسب .
- بجير بن أبي بجير الجهني؛ ممنشهد غزوة بدراً الكبرى؛ ولم أجد من يرفع نسبه إلى أكثر من هذا .
- رفاعة بن عمرو الجهني؛ شهد يوم بدراً؛ ولم أجد من يرفع اسمه إلى أي قبائل جهينة ينتسب؛ إلا أن يكون أخ لوديعة بن عمرو .
- ضمرة الجهني؛ ممن شهد بدراً؛ وهو غير ضمرة بن زياد؛ وضمرة بن عياض الجهنيين المذكورين؛ ولم أقع على من يرفع نسبه إلى أي قبائل جهينة ينتسب.
- كشد بن مالك الجهني؛ روى عنه حفيده واقد بن عبد الله بن كشد بن مالك الجهني؛ كان منزله بالنخبار من أملج الحوراء؛ وهو وادٍ معروف باسمه اليوم دون الحوراء بحوالي 8 أكيال؛ أجارا كشد في بيته طلحة بن عبيد الله وسعيد بنزيد صاحبي رسول الله يوم بدراً؛ وعندما سأله أبو سفيان صاحب العير عن رسول الله وأصحابه قال: وأنى لعيون محمداً بالنخبار ! ؛ ولم يخبره بأمرهما؛ لم أجد من يرفع أسمه لنسبه؛ وإن كنت أظنه من قبيلة المراوين من بني موسى من جهينة؛ لأن الحوراء وذي المروة خاصةٍ لهم منذ القدم .
- ربيعة بن عمرو بن يسار بن عوف بن جراد الجرادي الجهني؛ من قبيلة الجرادات من جهينة؛ والجرادات نزحوا إلى فلسطين؛ ذكرهم العسكري في كتاب التصحيف فقال: آل جراد من جهينة؛ وشهد ربيعة معركة بدر العظمى؛ وابني عمه تميم بن ربيعة بن عوف؛ وعمرو بن عوف؛ ممن بايعا تحت الشجرة.
- كعب بن ثعلبة الجهني؛ وهو غير كعب بن جماز السابق؛ شهد يوم الفرقان؛ ولم أجد من يرفع اسمه لأكثر من هذا.
- نضلة الجهني: كان في طليعة أهل بدر؛ ذكره موسى بن عقبة في المغازي؛ ولم أجد من يرفع اسمه إلى أي بطون قبائل جهينة ينتسب.
- ضمرة بن كعب الجهني؛ ممن شهد غزوة بدراً واُحداً، ذكره موسى بن عقبة في المغازي، ولعله هو ضمرة بن عمرو السابق.
- معبد بن خالد بن زيد بن معاوية بن خشان الذبياني الجهني، من قبيلة ذبيان من بني موسى من جهينة، يكنى بأبو روعة؛ وذلك أنه وفد على النبي مع قومه جهينة، فشارك في إحدى الغزوات فقال له النبي: أنت رعت العدوإن شاء الله؛ وكان وفدهم أول وفد من العرب، فأسلموا وأسلم معه أخيه لأمه وابن عمه عبد العزيز بن بدر الجهني، وكانت وفادتهم على النبي من وادي يقال له: غوى، فقال صلى الله عليه وسلم: بل وادي رشاد؛ وهو وادٍ لا يزال معروفاً إلى يومنا بتسمية النبي له برشاد وهو بين بواط وتيدد وتسكنه جهينة، وكان اسمهم قبل إسلامهم بنو غيان فسماهم رسول الله بنو رشدان؛ ولا يزال هذا الاسم شائعاً معروفاُ بجهينة؛ منهم طبيب الأعراب والخبير بالأعشاب: سلامة بن رشدان الجهني؛ الطبيب الشعبي المعروف ويسكن بالمدينة، وله مسجد وبئر سبيل بذلك الوادي، وكان معبد من الأربعة الذين حملوا ألوية جهينة يوم الفتح، وهو بدوياً يلزم بادية جهينة لا يفارقها إلا عند الندب للجهاد، شارك رضي الله عنه في سرية كرز التي استنقذت لقاح النبي صلى الله عليه وسلم وكان مبعثها قبل موقعة بدر، وعدتها عشرين فارساً نصفهم من جهينة، وهو ممن شهد بدراً؛ وبقية المشاهد.